# Плосконосая тривосьмиугольная мозаика
| Плосконосая тривосьмиугольная мозаика                | Плосконосая тривосьмиугольная мозаика                           |
| ---------------------------------------------------- | --------------------------------------------------------------- |
|                                                      |                                                                 |
| Конформно-евклидова модель гиперболической плоскости |                                                                 |
| Тип                                                  | гиперболическая однородная мозаика                              |
| Конфигурация вершины                                 | 3.3.3.3.8                                                       |
| Символ Шлефли                                        | sr{8,3} или {\displaystyle s{\begin{Bmatrix}8\\3\end{Bmatrix}}} |
| Символ Витхоффа                                      | \| 8 3 2                                                        |
| Диаграмма Коксетера — Дынкина                        | , или                                                           |
| Симметрии вращения                                   | [8,3]+, (832) [8,4]+, (842) [(4,4,4)]+, (444)                   |
| Двойственная мозаика                                 | Цветочная пятиугольная мозаика порядка 8-3                      |
| Свойства                                             | вершинно-транзитивная хиральная                                 |

Плосконосая восьмиугольная мозаика порядка 3 — полуправильная мозаика на гиперболической плоскости. Существует четыре треугольника и один восьмиугольник в каждой вершине. Символ Шлефли мозаики — sr{8,3}.

## Иллюстрации
Представлена хиральная пара с отсутствующими рёбрами между чёрными треугольниками:

## Связанные многогранники и мозаики
Эта полуправильная мозаика входит в последовательность плосконосых многогранников и мозаик с вершинной фигурой (3.3.3.3.n) и диаграммой Коксетера — Дынкина . Эти фигуры и их двойственные имеют вращательную симметрию (n32). Фигуры присутствуют на евклидовой плоскости (при n=6) и на гиперболических плоскостях для бо́льших n. Можно считать последовательность начинающейся с n=2, в этом случае грани вырождаются в двуугольники.
| Симметрия n32      | Сферическая | Сферическая | Сферическая | Сферическая | Евклидоваn | Компактная гиперболич. | Компактная гиперболич. | Паракомп.  |
| Симметрия n32      | 232         | 332         | 432         | 532         | 632        | 732                    | 832                    | ∞32        |
| ------------------ | ----------- | ----------- | ----------- | ----------- | ---------- | ---------------------- | ---------------------- | ---------- |
| Плосконосые фигуры |             |             |             |             |            |                        |                        |            |
| Конфигурация       | 3.3.3.3.2   | 3.3.3.3.3   | 3.3.3.3.4   | 3.3.3.3.5   | 3.3.3.3.6  | 3.3.3.3.7              | 3.3.3.3.8              | 3.3.3.3.∞  |
| Фигуры             |             |             |             |             |            |                        |                        |            |
| Конфигурация       | V3.3.3.3.2  | V3.3.3.3.3  | V3.3.3.3.4  | V3.3.3.3.5  | V3.3.3.3.6 | V3.3.3.3.7             | V3.3.3.3.8             | V3.3.3.3.∞ |

Из построения Витхоффа следует, что существует десять гиперболических однородных мозаик, основывающихся на правильной восьмиугольной мозаике.
Если нарисовать мозаики с исходными красными гранями, жёлтыми вершинами и синими рёбрами, существует 10 форм.
| node_1 · 8 · node · 3 · node  | node_1 · 8 · node_1 · 3 · node   | node · 8 · node_1 · 3 · node                                         | node · 8 · node_1 · 3 · node_1                                           | node · 8 · node · 3 · node_1  | node_1 · 8 · node · 3 · node_1   | node_1 · 8 · node_1 · 3 · node_1    | node_h · 8 · node_h · 3 · node_h    |                               |                                  | node · 8 · node_h · 3 · node_h                                           |
|                               |                                  | node_h0 · 8 · node_1 · 3 · node · label4 · branch_11 · split2 · node | node_h0 · 8 · node_1 · 3 · node_1 · label4 · branch_11 · split2 · node_1 |                               | node_1 · 8 · node_h · 3 · node_h |                                     |                                     | · or                          | · or                             | node_h0 · 8 · node_h · 3 · node_h · label4 · branch_hh · split2 · node_h |
|                               |                                  |                                                                      |                                                                          |                               |                                  |                                     |                                     |                               |                                  |                                                                          |
| Однородные двойственные       |                                  |                                                                      |                                                                          |                               |                                  |                                     |                                     |                               |                                  |                                                                          |
| V83                           | V3.16.16                         | V3.8.3.8                                                             | V6.6.8                                                                   | V38                           | V3.4.8.4                         | V4.6.16                             | V34.8                               | V(3.4)3                       | V8.6.6                           | V35.4                                                                    |
| node_f1 · 8 · node · 3 · node | node_f1 · 8 · node_f1 · 3 · node | node · 8 · node_f1 · 3 · node                                        | node · 8 · node_f1 · 3 · node_f1                                         | node · 8 · node · 3 · node_f1 | node_f1 · 8 · node · 3 · node_f1 | node_f1 · 8 · node_f1 · 3 · node_f1 | node_fh · 8 · node_fh · 3 · node_fh | node_fh · 8 · node · 3 · node | node_fh · 8 · node · 3 · node_f1 | node · 8 · node_fh · 3 · node_fh                                         |
|                               |                                  |                                                                      |                                                                          |                               |                                  |                                     |                                     |                               |                                  |                                                                          |